# شهرستان هووجیا
شهرستان هووجیا (به لاتین: Huojia County) یک منطقهٔ مسکونی در چین است که در شینشیانگ واقع شده‌است.